# Arsac-en-Velay

Arsac-en-Velay este o comună în departamentul Haute-Loire, Franța. În 2009 avea o populație de 1,143 de locuitori.